# Glomerula
Glomerula是纓鰓蟲科下的一屬，為群生動物，大量的單體組成一個群體，不同單體間窄小的圓形體管互相交錯纏繞且毫無規則地生長，單體互相纏繞的習性使其得以自由而無須附著在海床上。與體管的厚壁相比，孔眼顯得非常窄小。牠們像多數纓鰓蟲科成員一樣，利用過濾海水中的浮游生物和有機物維生。本屬唯一的現生種──Glomerula piloseta，是在澳大利亞大堡礁的蜥蜴島發現的。

## 物種

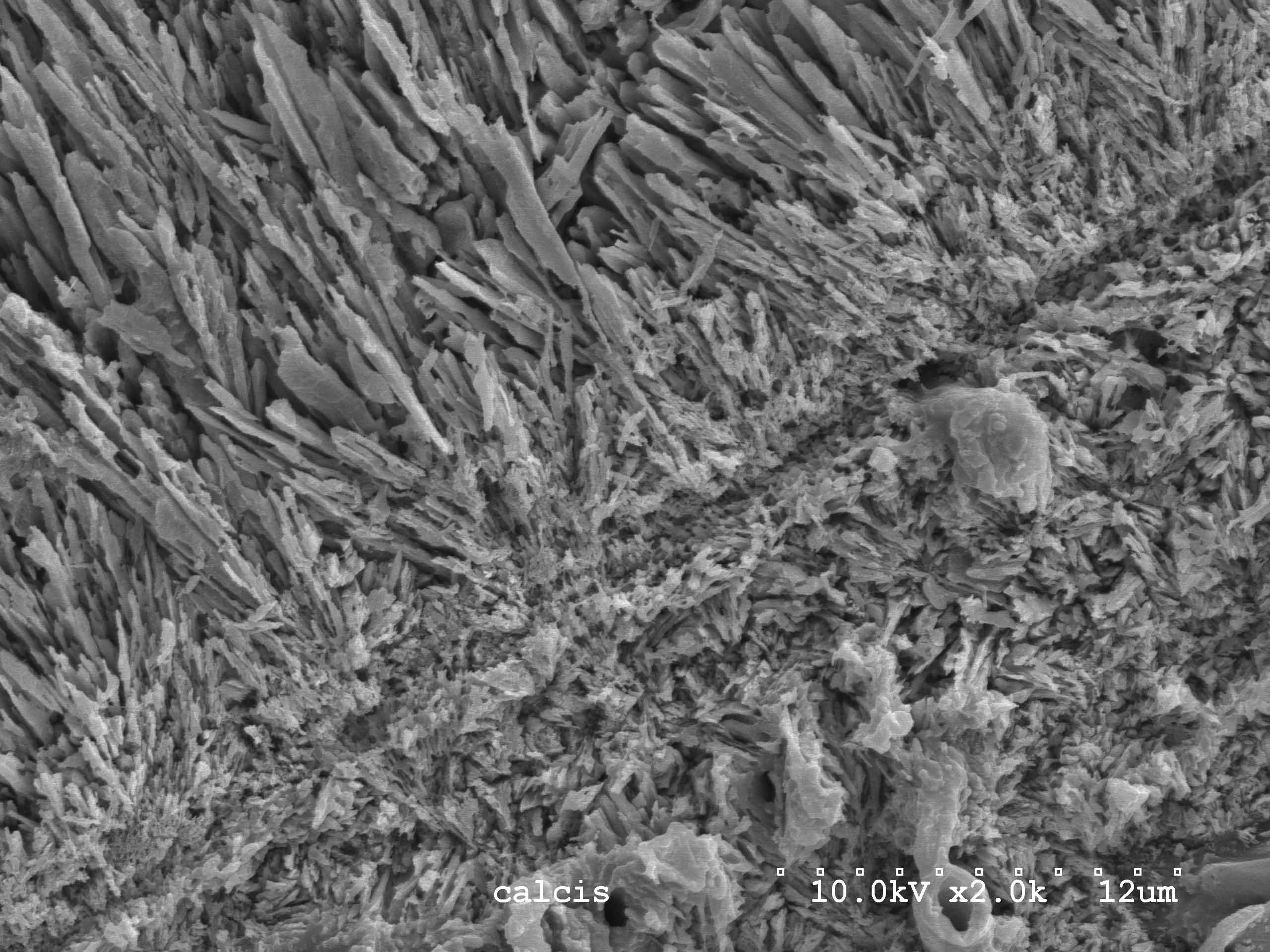
Glomerula piloseta

已滅絕種以劍號(†)標記
- Glomerula piloseta
- †Glomerula gordialis
- †Glomerula serpentina
- †Glomerula lombricus
- †Glomerula plexus

## 外部連結
- Glomerula（页面存档备份，存于） in the Paleobiology Database